# Coarica fasciata
Coarica fasciata là một loài bướm đêm trong họ Noctuidae.